# Yavuzlar, Çayeli
Yavuzlar là một xã thuộc huyện Çayeli, tỉnh Rize, Thổ Nhĩ Kỳ. Dân số thời điểm năm 2010 là 86 người.